# Vivian Hsu
Vivian Hsu (19 de marzo de 1975 en Taichung, Taiwán) es una famosa cantante, actriz, y modelo de taiwanesa. Hsu ha desarrollado la mayor parte de su trabajo en Taiwán y Japón.

## Carrera profesional

### Inicios
Hsu, la segunda de tres hijos, nació con el apellido Xú Shújuān, el cual mantuvo y usó hasta que empezó a posar desnuda. Sus padres se divorciaron cuando aún era una niña. Cursó sus estudios de primaria y bachillerato en Taipéi, lugar en donde creció.
Hsu inició su carrera artística luego de obtener el primer lugar en el concurso "Chica Bella y Talentosa" producido por la cadena de televisión "Taiwan CTS TV" en 1990. Hsu trabajaba como repartidora de alimentos en bicicleta, y empezó a ser admirada por los clientes a quienes les llevaba comida. Es entonces en ese mismo año cuando se une a un dúo musical llamado Shàonǔ Dùi, (Equipo de Chicas). Tras el lanzamiento de dos álbumes en 1991 y 1992 el grupo se disolvió. Acto seguido, Hsu, de 17 años, se inició en la moda.

### Modelo
Como modelo Hsu hizo dos "fotolibros": Tiānshǐ Xīn, (Ángel del Corazón) y Venus.
Tiānshǐ Xīn, fue fotografiado en Sicilia en 1995. Venus, por su parte, fue publicado en 1996, con ediciones separadas para Japón y Taiwán.
La doctora Josephine Ho ha alegado que Tianshi Xin abrió y mostró un nuevo camino de expresión para las adolescentes taiwanesas, y marcó el inicio de una nueva imagen de la sexualidad de las adolescentes en Taiwán. Ambos libros tuvieron altos volúmenes de venta y son ahora considerados objetos de colección.
Aparte de estos libros, Hsu ha salido desnuda en dos películas taiwanesas: Chìluǒ Tiānshǐ (Ángel Desnudo) en 1994, y Móguǐ Tiānshǐ (Ángel Diabólico) en 1995. Internacionalmente, la película Chiluo Tianshi ha sido comercializada como Ángel del Corazón, razón por la cual el libro Tianshi Xin es comúnmente llamado simplemente 'Ángel.'
Hsu dejó de posar desnuda en 1996. Desde entonces ha continuado trabajando como modelo, principalmente para las marcas comerciales Hang Ten y Gucci. Adicionalmente, sus álbumes musicales con frecuencia contienen panfletos que incluyen nuevas fotos suyas posando.
Su ficha técnica de modelo la describe con las siguientes características:
- Busto 85 cm., Cintura 57 cm., Caderas 85 cm.
- Estatura: 161 cm.
- Peso: 45 kg.
- Tipo sanguíneo: A (de importancia en algunos mercados asiáticos como Corea y Japón)

### Música
Luego de viajar a Japón y ser bien recibida allí, Hsu decidió probar suerte como solista lanzando varios sencillos. Su primer álbum de larga duración, [[Tianshi Xiang|(enlace en inglés) Tiānshǐ Xiǎng]] (Tenshi Sou en japonés – Angel Soñando), lanzado en 1996, fue cantado todo en japonés. Poco tiempo después Hsu tomó un curso rápido e intensivo de coreano, y sacó una versión en este idioma titulado (enlace en inglés) Choensang Misonyeo (Ángel Niña Linda). Curiosamente para una cantante, ninguno de sus dos primeros álbumes contenían canciones en su propio idioma.
En 1997, Hsu junto a dos comediantes japoneses, Kyoya Nanami y Amazon, y una segunda cantante conocida como 'Keddy', formaron el grupo "Black Biscuits" (Galletas Negras). Entre 1997 y 1998 lanzaron tres sencillos y el álbum de larga duración "Life". Poco después, en 1999, el grupo se separaba.
Mientras formaba parte de las "Black Biscuits", Hsu lanzó dos álbumes como solista (enlace en inglés) Dà Máfán, (Gran Problema) en 1998, y (enlace en inglés) Bùbài de Liànrén (Amor Imbatible) en 1999. A este último lo siguió con una versión japonesa Fuhai no Koibito, en el año 2000.
En el año 2001, Hsu formó el grupo The d.e.p. con Masahide Sakuma, Gota Yashiki, Masami Tsuchiya y Mick Karn. Este grupo también tuvo una vida corta. Lanzaron tan solo dos sencillos y un álbum.
En los años siguientes Hsu lanzó varios sencillos y álbumes. Su álbum más reciente, (enlace en inglés) Hěn Hěn Ài salió al mercado en abril de 2005.
La música de Hsu, principalmente la más reciente, abarca un amplio rango de estilos. Tiene baladas románticas, R&B, rock duro, y por supuesto J-pop. Esto, combinado con el hecho de que habla con fluidez mandarín y japonés le permite una gran versatilidad a la hora de penetrar los mayores mercados de Asia.
Hsu ha demostrado su capacidad como compositora. Se puso a prueba cuando escribió varias canciones para el cantante/compositor taiwanés Jay Chou. Hsu siguió componiendo, colaborando con Jay Chou en sus siguientes dos álbumes. Adicionalmente, Hsu ha co-compuesto canciones para las cantantes Vanness Wu y Gigi Leung. A pesar de sus esfuerzos, los críticos de Hsu alegan que su éxito se debe tan solo a su sexualidad y belleza, y no a su talento. Ella también ha compuesto un sencillo con su actual novio, Sugizo (ex Luna Sea).

### Actuación
Hsu ha actuado en un variado número de películas y programas de televisión en Japón y en Taiwán. Sus primeras películas fueron Chiluo Tianshi en 1994 y Mogui Tianshi en 1995 (ver más arriba la sección de modelaje). Ambas películas fueron producciones de bajo presupuesto, en donde Hsu aparecía desnuda, y que en la actualidad gozan de particular interés en los mercados de DVD y VCD en Asia. En 2014 participó en la película chino-taiwanesa (Sex) Appeal.
Hsu tiene experiencia como "seiyu" (actriz de voz), siendo la voz de Aisha en tres episodios de "Gundam Seed", y la Princesa Morebucks en la versión taiwanesa de las Powerpuff Girls.
Hsu es quizás conocida en el hemisferio occidental tan solo por su papel al lado de Jackie Chan en The Accidental Spy.

## Discografía
- Shaonu Dui
  - 1990 Merry Christmas (PS I Love You)
  - 1991 Wǒ de Xīn Yào Chǔ Lǔxíng, 
  - 1992 Piānài Nǐ de Xīn,
- Black Biscuits
  - 1997 Stamina
  - 1998 Timing
  - 1998 Relax
  - 1999 Bye-Bye
  - 1999 Life
- The d.e.p
  - 2001 Mr. No Problem
  - 2001 We Are the d.e.p
  - 2001 Itai
- Vivian o Kazuma
  - 2003 Moment
  - 2004 Moment Remixes
- Solista
  - 1995 Whisper Message
  - 1995Kuchibiru no Shinwa
  - 1996 Kyohansha
  - 1996 Tiānshǐ Xiǎng, (Tenshi Sou en japonés)
  - 1996 Hachigatsu no Valentine
  - 1996 Choensang Misonyeo (Tiānshǐ Měishàonǔ, - Tenshi Bishoujo en japonés)
  - 1998 Dà Máfán
  - 1998 Xiang New Edition
  - 1999 Bùbài de Liànrén
  - 2000 Fuhai no Koibito (versión japonesa de Bubai de Lianren)
  - 2000 Happy Past Days (versión taiwanesa de Fuhai no Koibito)
  - 2000 Jiǎbàn de Tiānshǐ
  - 2001 Ài de Xuān Yìn *Jīngxuǎn Jì
  - 2001 (como "Lil' Viv") Marry Me?
  - 2003 Juédìng Ài Nǐ
  - 2003 The Secret to Happiness Is Love
  - 2005 Hěn Hěn Ài